# Касс-Лейк (Міннесота)
Касс-Лейк (англ. Cass Lake) — місто (англ. city) в США, в окрузі Кесс штату Міннесота. Населення — 675 осіб (2020).

## Географія
Касс-Лейк розташований за координатами 47°22′44″ пн. ш. 94°35′56″ зх. д. / 47.37889° пн. ш. 94.59889° зх. д. (47.378877, -94.598914).  За даними Бюро перепису населення США в 2010 році місто мало площу 2,96 км², уся площа — суходіл.

### Клімат
| Клімат : Касс-Лейк                    | Клімат : Касс-Лейк | Клімат : Касс-Лейк | Клімат : Касс-Лейк | Клімат : Касс-Лейк | Клімат : Касс-Лейк | Клімат : Касс-Лейк | Клімат : Касс-Лейк | Клімат : Касс-Лейк | Клімат : Касс-Лейк | Клімат : Касс-Лейк | Клімат : Касс-Лейк | Клімат : Касс-Лейк | Клімат : Касс-Лейк |
| Показник                              | Січ.               | Лют.               | Бер.               | Квіт.              | Трав.              | Черв.              | Лип.               | Серп.              | Вер.               | Жовт.              | Лист.              | Груд.              | Рік                |
| Абсолютний максимум, °C               | 13,3               | 15,6               | 23,3               | 35,6               | 35,0               | 36,7               | 40,0               | 38,3               | 36,7               | 33,3               | 23,3               | 11,7               | 40,0               |
| Середній максимум, °C                 | −7,8               | −4,4               | 2,4                | 11,3               | 18,6               | 23,4               | 26,1               | 25,1               | 19,3               | 11,3               | 1,9                | −5,7               | 10,1               |
| Середній мінімум, °C                  | −20,8              | −18,1              | −9,8               | −1,8               | 5,2                | 10,9               | 13,6               | 12,7               | 7,5                | 0,4                | −7,7               | −16,4              | −2,1               |
| Абсолютний мінімум, °C                | −42,8              | −42,2              | −38,3              | −25                | −12,2              | −3,9               | 0,6                | −3,3               | −8,3               | −16,7              | −35                | −43,3              | −43,3              |
| Норма опадів, мм                      | 17                 | 17                 | 34                 | 47                 | 75                 | 99                 | 104                | 78                 | 75                 | 74                 | 29                 | 22                 | 682                |
| Днів з опадами                        | 8                  | 7                  | 8                  | 8                  | 12                 | 13                 | 11                 | 10                 | 11                 | 10                 | 7                  | 8                  | 115                |
| Днів зі снігом                        | 8                  | 6                  | 5                  | 2                  | 0                  | 0                  | 0                  | 0                  | 0                  | 1                  | 4                  | 7                  | 33                 |
| ------------------------------------- | ------------------ | ------------------ | ------------------ | ------------------ | ------------------ | ------------------ | ------------------ | ------------------ | ------------------ | ------------------ | ------------------ | ------------------ | ------------------ |
| Джерело: NOAA (extremes 1957–present) |                    |                    |                    |                    |                    |                    |                    |                    |                    |                    |                    |                    |                    |

## Демографія
Згідно з переписом 2010 року, у місті мешкало 770 осіб у 305 домогосподарствах у складі 164 родин. Густота населення становила 260 осіб/км².  Було 371 помешкання (125/км²).
Расовий склад населення:
| - 67,9 % — корінних американців - 24,3 % — білих - 0,8 % — азіатів - 0,3 % — чорних або афроамериканців |

До двох чи більше рас належало 6,6 %. Частка іспаномовних становила 2,2 % від усіх жителів.
За віковим діапазоном населення розподілялося таким чином: 30,9 % — особи молодші 18 років, 55,3 % — особи у віці 18—64 років, 13,8 % — особи у віці 65 років та старші. Медіана віку мешканця становила 31,8 року. На 100 осіб жіночої статі у місті припадало 94,4 чоловіків;  на 100 жінок у віці від 18 років та старших — 88,7 чоловіків також старших 18 років.
Середній дохід на одне домашнє господарство  становив 39 356 доларів США (медіана — 33 977), а середній дохід на одну сім'ю — 46 296 доларів (медіана — 39 444). Медіана доходів становила 29 688 доларів для чоловіків та 32 143 долари для жінок. За межею бідності перебувало 26,9 % осіб, у тому числі 31,5 % дітей у віці до 18 років та 6,3 % осіб у віці 65 років та старших.
Цивільне працевлаштоване населення становило 209 осіб. Основні галузі зайнятості: освіта, охорона здоров'я та соціальна допомога — 37,3 %, публічна адміністрація — 18,2 %, мистецтво, розваги та відпочинок — 17,7 %.